# Kungia
A Kungia a kőtörőfű-virágúak (Saxifragales) rendjébe, ezen belül a varjúhájfélék (Crassulaceae) családjába és a fáskövirózsa-formák (Sempervivoideae) alcsaládjába tartozó nemzetség.
Az idetartozó növényfajokat korábban a mongolkőrózsák (Orostachys) közé sorolták be.

## Előfordulásuk
A Kungia-fajok előfordulási területe kizárólag Közép-Kínában található meg. Tehát ennek az országnak endemikus növényei.

## Rendszerezés
A nemzetségbe az alábbi 2 faj tartozik:
- Kungia aliciae (Raym.-Hamet) K.T.Fu
- Kungia schoenlandii (Raym.-Hamet) K.T.Fu